# ایلی بالاک
ایلی بالاک (رومانیایی: Ilie Balaci؛ زادهٔ ۱۳ سپتامبر ۱۹۵۶ -درگذشته 21 اکتبر 2018) یک مربی فوتبال اهل رومانی است.
از باشگاه‌هایی که در آن بازی کرده‌است می‌توان به باشگاه فوتبال دینامو بخارست اشاره کرد.
وی همچنین در تیم ملی فوتبال رومانی بازی کرده‌است.